# Alfred Gräfe (Politiker)

Alfred Gräfe

August Julius Alfred Gräfe (* 22. Juni 1852 in Annaberg; † 9. November 1905 in Dresden) war ein deutscher Kaufmann und liberaler Politiker.

## Leben und Wirken
Der Sohn des Posamentiermeisters, Handelsmanns und Steuereinnehmers Ferdinand Emil Gräfe (1825–1882) in Annaberg war Mitinhaber des Posamentengeschäfts Fa. Gräfe & Schluttig in seiner Heimatstadt. Von 1896 bis 1905 war er Stadtrat von Annaberg. Von 1899 bis zu seinem Tod war er als Vertreter des 19. städtischen Wahlkreises Abgeordneter in der II. Kammer des Sächsischen Landtags.